# Cyanosesia borneensis
Cyanosesia borneensis is een vlinder uit de familie wespvlinders (Sesiidae), onderfamilie Sesiinae.
Cyanosesia borneensis is voor het eerst wetenschappelijk beschreven door Kallies in 2003. De soort komt voor in het Oriëntaals gebied.